# Ivanka pri Dunaji
Ivanka pri Dunaji je obec na Slovensku v okrese Senec. Žije zde přibližně 7 000 obyvatel. První písemná zmínka o obci pochází z roku 1209.
V obci se nachází Mohyla generála Milana Rastislava Štefánika, rokokový kaštel z 2. poloviny 18. století a římskokatolický kostel svatého Jana Křtitele z roku 1770. Do katastru obce zasahuje největší slovenské letiště – bratislavské letiště M. R. Štefánika.
Čestným občanem obce se stal spisovatel a dramatik Vincent Šikula.